# 蕭陶瑰
蕭陶瑰（?—?），汉名萧和，契丹名谐里（谐领, 解里）, 小字陶瑰（桃隈），遼朝（契丹）后族。述律氏，辽太祖淳钦皇后述律平的弟弟蕭阿古只的四世孙。
蕭陶瑰汉名萧和，述律氏以萧为姓并取汉名，当始于此。名见出土萧德温墓志。官至国舅详稳，赠侍中、兼中书令，封吴越国王、晋国王、魏（国）王、齐国王。蕭陶瑰五个儿子：萧孝穆（蕭撻里的父亲）、萧孝先（蕭貴哥的曾祖父）、萧孝诚（貞順皇后的祖父）、萧孝友、萧孝惠（蕭觀音的父亲）。女儿萧耨斤是辽圣宗的妃嫔，生辽兴宗。

## 家族
- 妻：吴越国太夫人、魏国太妃、齐国太妃、秦国太妃，太祖之弟寅底石四世女孙
  - 长子：萧孝穆，妻燕国太妃、辽国太妃
    - 孙：萧阿剌（知足），萧孝穆长子，妻耶律氏，秦晋国王耶律隆庆之女
      - 曾孙：萧德温，萧知足长子，妻漆水郡夫人、辽水郡夫人、燕国夫人耶律氏
        - 玄孙：萧酬斡（酬窝），萧德温长子，妻越国公主、辽道宗季女耶律特里
        - 玄孙女：道宗惠妃萧坦思，萧德温之女
        - 玄孙女：道宗妃萧斡特懒，萧德温之女

      - 曾孙：萧德良（余里也），萧知足仲子，妻郑国公主、齐国公主、齐国长公主、辽兴宗仲女耶律斡里太
      - 曾孙：萧德恭，萧知足三子，妻耶律氏，漆水郡夫人，北王府提不里太师之女
        - 玄孙：萧莹（善光），萧德恭子，妻郑国公主、韩国公主耶律氏，辽兴宗仲子耶律和鲁斡之女
        - 玄孙女：魏国妃萧姚哥，萧德恭女，适耶律淳

      - 曾孙：萧德俭，萧知足四子，妻耶律氏，漆水郡夫人、越国夫人
      - 曾孙：萧德让（萧末），萧知足五子，妻郑国公主、魏国公主辽道宗长女耶律撒葛只

    - 孙：萧无曲（撒八），萧孝穆仲子，妻魏国公主、晋国公主、晋国长公主、辽兴宗长女耶律跋芹
    - 孙女：辽兴宗仁懿皇后萧挞里，萧孝穆之女
    - 孙女：兰陵郡夫人萧撒板，萧孝穆次女，适耶律元佐

  - 次子：萧孝先，妻南阳公主、辽圣宗四女耶律崔八
    - 孙：萧撒钵，萧孝先子
      - 曾孙：萧得里底，萧撒钵子
        - 玄孙女：天祚皇后萧夺里懒，萧孝先的曾孙女

  - 三子：萧孝诚，妻公主、燕国夫人
    - 孙：萧知微（术哲），萧孝诚三子，妻魏国夫人、申国夫人、秦宋梁三国太妃耶律氏，耶律仁先之妹
      - 曾孙女：顺宗皇后贞顺皇后萧氏，萧知微女

    - 孙：萧知行，萧孝诚五子，妻长安夫人耶律氏，耶律斡特剌之姐
      - 曾孙：萧德崇（药师奴），萧知行子，妻唐夫人耶律氏，耶律迪烈女

    - 孙：萧知善，萧孝诚六子，妻耶律惯宁之女
    - 孙：萧知玄（萧敌烈、萧时时里），萧孝诚七子，妻楚国夫人
      - 曾孙：萧槁剌（讹里本），萧知玄长子
        - 玄孙女：天祚元妃萧贵哥，萧讹里本之女

      - 曾孙：萧挞不也，萧知玄二子，妻齐国公主、赵国公主、辽道宗二女儿耶律糺里
        - 玄孙：萧特末，挞不也子，妻越国公主、辽道宗季女耶律特里
          - 萧仲恭，萧特末长子
          - 萧仲宣，萧特末仲子

      - 曾孙女：宋魏国妃乌鲁兀衍（讹都斡），萧知玄三女，适耶律弘本

  - 四子：萧孝友
    - 孙：萧胡覩，萧孝友子，妻魏国公主、秦国长公主、辽圣宗仲女耶律巖母菫，不谐离婚，复尚齐国公主、辽道宗仲女耶律糾里

  - 五子：萧孝惠，妻越国公主、晋蜀国长公主、晋蜀国大长公主、辽圣宗季女耶律槊古
    - 孙：萧阿速（阿素），萧孝惠之子，妻魏国公主、辽兴宗长女耶律跋芹
    - 孙女：辽道宗宣懿皇后萧观音，萧孝惠之女

  - 长女：秦国夫人、长沙郡妃，先适耶律延宁，再适谢家奴
  - 次女：辽圣宗钦哀皇后萧耨斤
  - 四女：兰陵郡夫人，适耶律忠
  - 幼女，先适耶律元、再适耶律延宁、后适耿元吉[2]